# Shannon Point
Der Shannon Point ist eine Landspitze am südöstlichen Ende Südgeorgiens. Sie markiert die südwestliche Begrenzung der Einfahrt zur Esbensenbucht.
Wissenschaftler der britischen Discovery Investigations nahmen 1930 eine Kartierung und die Benennung vor. Namensgeber ist Lieutenant Commander Richard Lawrence Vere Shannon (1897–1976) von der Royal Navy, Kapitän der RRS William Scoresby bei der Kartierung.